# 디스크저글러
디스크저글러(DiscJuggler)는 전문가용 콤팩트 디스크/DVD 기록 소프트웨어 프로그램으로, 여러 CD 레코더를 구동하여 기존의 표준 CD를 가상으로 복제하는 기능과 더불어 여러 장의 CD를 한 번에 복제할 수 있다. *.cdi 파일 확장자를 가진 것으로 알려진 드림캐스트 디스크 이미지를 굽는 데 널리 사용된다.

## 같이 보기
- 스탠더드 (와레즈)